# Sascha Paeth
Sascha Paeth (* 9. září 1970, Wolfsburg, Západní Německo) je německý kytarista, baskytarista, hudební producent a zvukový inženýr spolupracující s heavy metalovými skupinami Avantasia, Edguy, Rhapsody of Fire, Kamelot či Epica. V roce 2007 spolu s Michaelem Rodenbergem pomohl Tobiasovi Sammetovi znovu obnovit rockovou operu Avantasia, ve které hraje na kytaru.
Kromě toho je vlastníkem Gate Studia ve Wolfsburgu.
V roce 2018 založil sólový projekt Masters of Ceremony, pod jehož hlavičkou plánuje vydat své první sólové album.